# Margaret Beazley
Margaret Joan Beazley (nascida em 23 de julho de 1951) é uma jurista australiana que é a 39ª e atual governadora da Nova Gales do Sul, atuando desde 2 de maio de 2019. Foi presidente do Tribunal de Apelação de Nova Gales do Sul, a primeira mulher a ocupar o cargo, de 2013 a fevereiro de 2019.